# Romeo Castellucci
Romeo Castellucci (Cesena, 4 augustus 1960) is een Italiaanse theaterregisseur, toneelschrijver en kunstenaar. Hij is een vooraanstaand gezicht binnen het Europese avant-gardetheater en maakte tientallen voorstellingen, als dramaturg, regisseur, decor-, kostuum- en lichtontwerper.

## Biografie
Castellucci studeerde schilderkunst en decorontwerp aan de Noord-Italiaanse Accademia di Belle Arti di Bologna, dat een campus heeft in Cesena. Op zijn twintigste debuteerde hij als theaterregisseur, met een stuk dat vertoond werd in een appartement in Rome. In 1981 richtte hij samen met zijn zuster Claudia Castellucci en zijn vrouw Chiara Guidi het Socìetas Raffaello Sanzio op. Dit theatergezelschap maakte deel uit van een Italiaanse beweging uit de jaren 1970-'80 die inspiratie haalde bij rockmuziek, film en de advertentiewereld om theater te maken met een sterke visuele impact. Ze combineerden theater, schilderkunst, dans, muziek en opera om tot een iconoclastisch modern theater te komen, het nuovo teatro.
Castellucci wilde af van het museumachtige aspect van het theater en hij liet zich inspireren door het Théâtre de la Cruauté, van Antonin Artaud, waarbij het de bedoeling is om de zintuigen van de toeschouwer te overdonderen. Tekst is hierbij vaak ondergeschikt aan het lichaam, het beeld en de klank.
Romeo Castellucci realiseerde tientallen voorstellingen en opera's. Hij is auteur van meer dan een dozijn boeken en co-auteur van talloze essays over dramaturgie. Zijn voorstellingen waren te zien op de Biënnale van Venetië, het theaterfestival van Avignon en het Kunstenfestivaldesarts te Brussel. Hij heeft verscheidene prijzen, onderscheidingen en erkenningen ontvangen, waaronder:
- Beste operaregisseur (Opernwelt magazine, 2014)
- The Golden Lion for Lifetime Achievement (La Biennale Teatro di Venezia; 2013)
- Honoris Causa (Università di Bologna, 2014)
- Ridder in de Orde van Kunst en Letteren door het Ministerie van Cultuur van de Franse Republiek (2002)
- Prijs voor beste internationale productie voor Genesi, from the Museum of Sleep (Dublin Theatre Festival, 2000)
- Ubu-prijs (1997, 2000, 2004 en 2006 met speciale onderscheiding).
- Masque d'Or-prijs voor het beste buitenlandse spel voor Orestea (una commedia organica? ) (Festival Theatre des Ameriques in Canada, 1996).

## Theatervoorstellingen
- Cenno (1981)
- Diade incontro a monade (1981)
- Persia-Mondo (1981)
- Popolo Zuppo (1982)
- I fuoriclasse della bontà (1983)

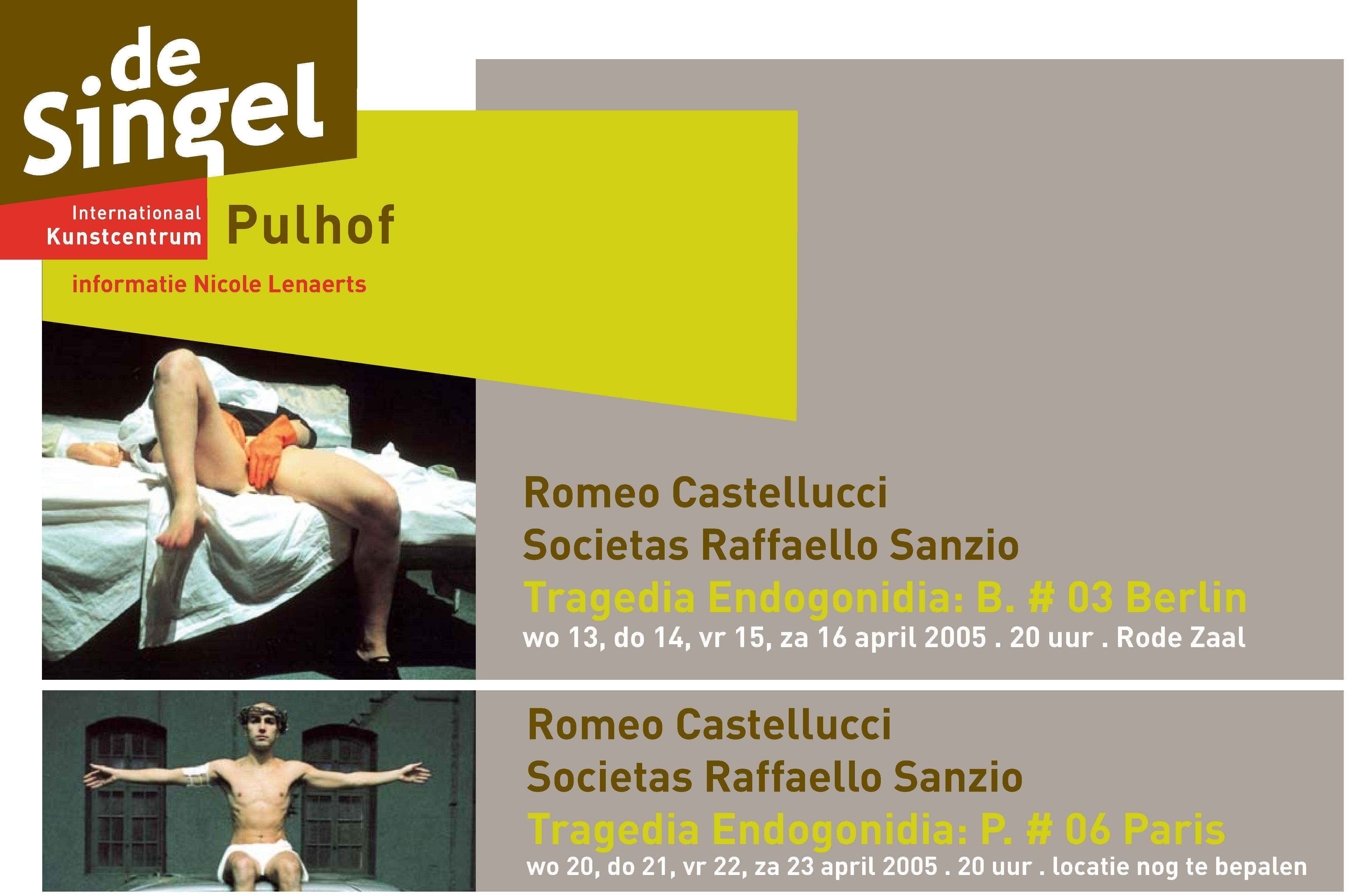
Onderdeel uit affiche met voorstellingsbeelden uit Tragedia Endogonidia B. #03 BERLIN en P. #06 PARIS, deSingel (2005)

- Oratoria n.1: Rimpatriata Artistica (1983)
- Oratoria n.2. Raptus (1984)
- Oratoria n.3: Interferon (1984)
- Kaputt necropolis (1984)
- Glory glory, alleluja (1985)
- Santa Sofia. Teatro Khmer (1986)
- Oratoria n.4: Tohu Wa Bohu (Apparenze pre-mondiali) (1986)
- I Miserabili (1987)
- Oratoria n.5: Sono consapevole dell’odio che tu nutri per me (1987)
- Alla bellezza tanto antica (1988)
- Il gran reame dell’adolescenza [La cripta degli adolescenti, L’adolescente sulla torre d’avorio, Oratoria n.5.: Sono consapevole dell’odio che tu nutri per me] (1988)
- La discesa di Inanna (1989)
- Gilgamesh (1990)
- Iside e Osiride (1990)
- Ahura Mazda (1991)
- Amleto. La veemente esteriorità della morte di un mollusco (1992), naar William Shakespeare
- Le favole di Esopo (1992)
- Masoch. I trionfi del teatro come potenza passiva, colpa e sconfitta (1993)
- Hansel e Gretel (1993)
- Lucifero. Quanto più una parola è vecchia tanto più va a fondo (1993)
- Oratoria n.6: con evidenza per coloro che intendono (1993)
- Persona (1994)
- Festa plebea con Oratoria n.7: anche il peggiore può parlare, ma non deve farlo per me (1994)
- Le fatiche di Ercole (1994)
- Orestea (una commedia organica?) (1995)[9][10] , naar Aeschylus
- Buchettino (1995)
- Pelle d'asino (1996)
- Giulio Cesare (1997), naar William Shakespeare
- Ophelia (1997)
- La prova di un altro mondo (1998)
- Genesi. From the Museum of Sleep (1999)[11]
- Voyage au bout de la nuit (1999)[12] , naar Louis-Ferdinand Céline
- Il Combattimento dai Madrigali guerrieri et amorosi, Libro VIII  (2000), naar Claudio Monteverdi
- Tragedia Endogonidia [C.#01 CESENA, A.#02 AVIGNON, B.#03 BERLIN, BR.#04 BRUXELLES/BRUSSEL, BN.#05 BERGEN, P.#06 PARIS, R.#07 ROMA, S.#08 STRASBOURG, L.#09 LONDON, M.#10 MARSEILLE, C.#11 CESENA] (2002-2004)[13][14][15]
- Crescite [Dal Ciclo della TRAGEDIA ENDOGONIDIA] (2002-2004)
- Cryonic Chants (2004)
- Hey Girl! (2007)[16][17]
- Divina Commedia: Inferno, Purgatorio, Paradiso (2008)[18][19][20] , naar Dante Alighieri
- Storia contemporanea dell'Africa. Vol. III (2008)
- Io penso (2010)
- Sul concetto di volto nel figlio di Dio (2010)
- Parsifal (2011)
- Il velo nero di pastore (2011)[21]
- Persona (2011)
- Attore, il tuo nome non è esatto (2011)
- The Phenomenon Called I (2011)
- The Four Seasons Restaurant (2012)
- DAMMERUNG e NOTHUNG (2012)
- Folk (2012)[22]
- Hyperion. Letters of a Terrorist (2013)[23]
- Schwanengesang D744 (2013)[24]
- Natura e origine della mente (2013)[25]
- Orphee et Eurydice (2014) [26]
- The Rite of Spring (2014) [27][28]
- Neither (2014) [29]
- Go Down, Moses (2014)[30][31]
- Giudizio, Possibilità, Essere (2014)[32]
- Ödipus der Tyrann de Friedrich Hölderlin, d’après Sophocle (2015)[33]
- Moses and Aron (2015)[34]
- St. Matthew Passion (2016)[35]
- Tannhäuser (2017) [36]
- Democracy in America (2017)[37][38]
- Salome (2018)[39]
- Il Primo Omicidio (2019)[40]
- The Third Reich (2022)[41]
- Bros (2022)[42]